# Moritz von Bissing
Moritz Ferdinand Freiherr [a] von Bissing (Ober Bellmannsdorf, 30 de janeiro de 1844 – Bruxelas, 18 de abril de 1917) foi um oficial alemão da Prússia. 

## Biografia
Bissing nasceu em Ober Bellmannsdorf, na província da Silésia. Ele era filho de Moritz von Bissing, um membro da pequena nobreza. Em 1865, Bissing entrou para o Exército Prussiano como tenente da cavalaria e logo prestou serviço ativo na Guerra Austro-Prussiana e na Guerra Franco-Prussiana. Obtendo promoções constantes, em 1887 o jovem major foi nomeado ajudante de campo do príncipe herdeiro, que mais tarde se tornou o Kaiser Guilherme II. Ele serviu na cavalaria da guarda até 1897, quando recebeu o comando da 29ª Divisão de Infantaria. De 1901 a 1907, Bissing comandou o VII Corpo de Exército em Münster. Em 1902, ele foi promovido a General da Cavalaria e aposentou-se do exército em 1908. 

### Primeira Guerra Mundial

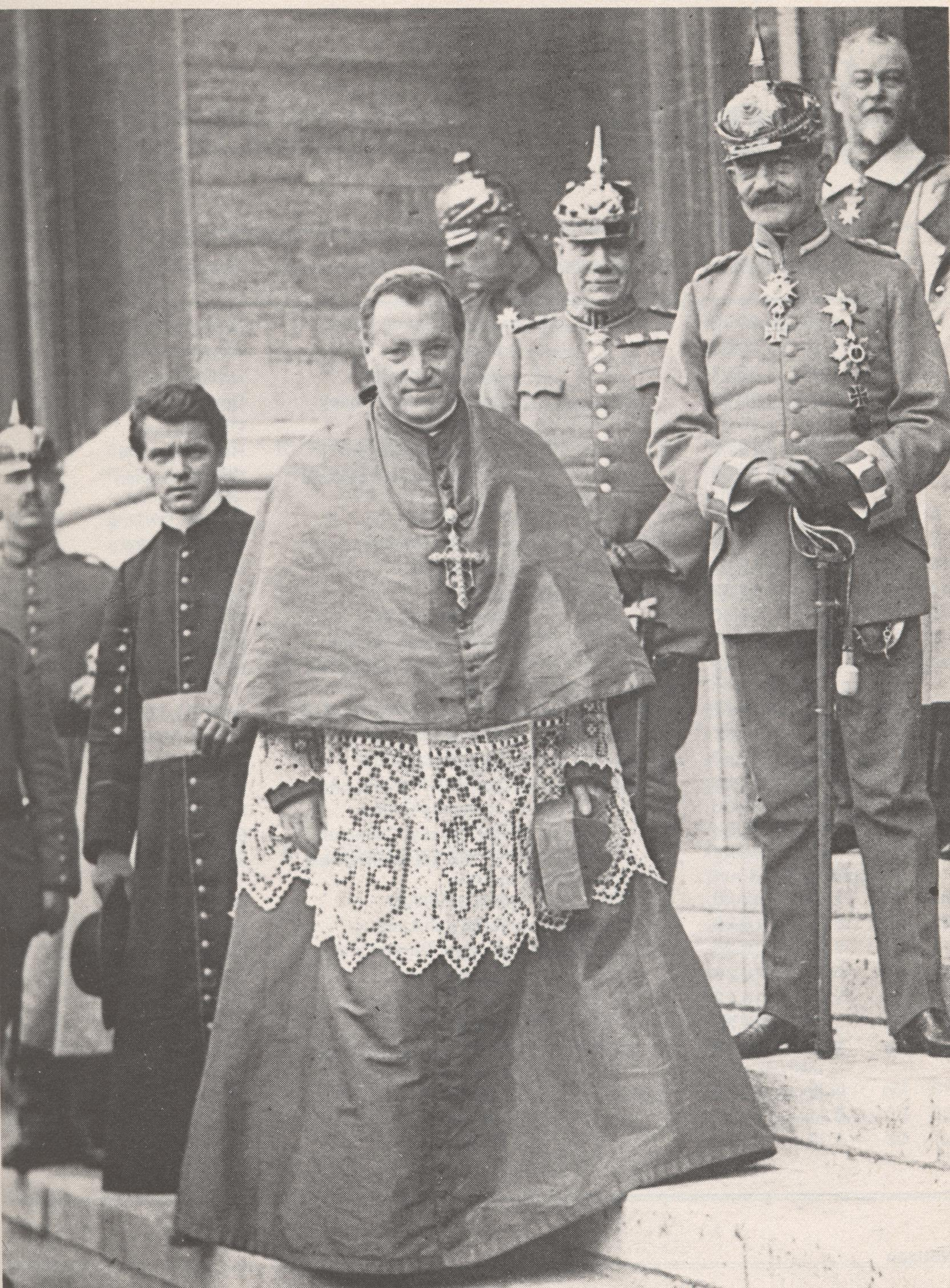
O reitor de campo da Baviera, cardeal Bettinger, 1916 em frente à Catedral de Bruxelas. À esquerda, seu secretário Michael Buchberger, na extrema direita, o Moritz von Bissing, Governador Geral da Bélgica

Com a eclosão da Primeira Guerra Mundial, Bissing foi chamado de volta ao serviço ativo como vice-comandante do VII Corpo de Exército, servindo naquele posto de agosto a novembro de 1914. Após a queda da Bélgica, durante os primeiros meses da Guerra, Bissing foi promovido a Generaloberst e nomeado Governador-Geral da Bélgica ocupada, servindo de dezembro de 1914 até alguns dias antes de sua morte em 1917. 
Como governador-geral, Bissing executou a Flamenpolitik alemã, durante a qual ele "holandesizou" a Universidade de Ghent para torná-la a primeira universidade exclusivamente de língua holandesa na Bélgica. Enquanto o chanceler alemão Theobald von Bethmann Hollweg encorajava os líderes nacionalistas flamengos a declarar independência e se integrar à esfera alemã, Bissing convocou uma comissão para organizar a divisão da Bélgica, emitindo um decreto em 21 de março de 1917 que separou a Bélgica em duas áreas administrativas, Flandres e Valônia. Esta foi a primeira tentativa de dividir a Bélgica por linhas linguísticas. 
Levando em conta a decisão dos nacionalistas valões em 1912 de reconhecer Namur como a cidade central da Valônia, Bissing estabeleceu a administração valã lá. A Valônia era então constituída por quatro províncias do sul da Bélgica e pelo distrito de Nivelles, parte da província de Brabante, concretizando assim outra reivindicação do movimento valão, a criação de um Brabante Valão. A região flamenga tinha Bruxelas como capital e era composta pelas quatro províncias do norte da Bélgica, bem como pelos distritos de Bruxelas e Leuven. 
Entre muitos outros, Bissing assinou o mandado de execução de Edith Cavell. 
Em abril de 1917, uma doença pulmonar crônica forçou Bissing a renunciar ao cargo de Governador-Geral, e ele sucumbiu à doença alguns dias depois, morrendo perto de Bruxelas em 18 de abril. Foi enterrado no Invalidenfriedhof em Berlim. 

## Honrarias
- Reino da Prússia:[5]
  - Cruz de Ferro (1870), 2ª Classe
  - Ordem da Águia Vermelha, 3ª Classe com Laço, 17 de junho de 1890;[6] 2ª Classe com Folhas de Carvalho e Coroa, 1895; com Estrela, 15 de junho de 1898;[7] Grã-Cruz
  - Cavaleiro da Ordem da Coroa Real, 1ª Classe com Espadas no Anel
  - Cruz de Comandante da Ordem Real da Casa de Hohenzollern
  - Cruz de Prêmio de Serviço
  - Ordem da Águia Negra, com Colar
- Grão-Ducado de Baden: Grã-Cruz do Leão Zähringer, 1900[8]
- Reino da Baviera: Cavaleiro da Ordem do Mérito Militar, 1ª Classe[5]
- Ducado de Brunswick: Comandante da Ordem de Henrique, o Leão, 2ª Classe[5]
- Principado de Lipa: Cruz de Honra da Ordem da Casa de Lipa, 1ª Classe[5]
- Grão-Ducado de Meclemburgo-Schwerin: Grande Comandante da Ordem do Grifo[5]
- Reino da Saxônia: Cavaleiro da Ordem de Alberto, 1ª Classe, 1871; Comandante 1ª Classe, 1896;[9] Grã-Cruz com Espadas no Anel[5]
- Reino de Württemberg: Cavaleiro da Ordem de Frederico, 1ª Classe com Espadas, 1871[10]
- Áustria-Hungria:[11]
  - Cavaleiro da Ordem da Coroa de Ferro, 2ª Classe, 1889
  - Comandante da Ordem de Francisco José, com Estrela, 1892
- Bélgica: Comandante da Ordem de Leopoldo[5]
- Dinamarca: Comandante da Ordem do Dannebrog, 1ª Classe, 30 de novembro de 1891[12]
- Reino da Itália:[5]
  - Grã-Cruz da Ordem dos Santos Maurício e Lázaro
  - Grande Oficial da Ordem da Coroa da Itália
- Países Baixos: Grande Oficial da Ordem de Orange-Nassau[5]
- Império Otomano: Ordem do Medjidie, 1ª Classe[5]
- Reino da Romênia:[5]
  - Grande Oficial da Ordem da Estrela da Romênia
  - Grande Oficial da Ordem da Coroa da Romênia
- Império Russo: Cavaleiro da Ordem de Santa Ana, 2ª Classe[5]
- Reinos Unidos da Suécia e Noruega: Comandante da Ordem da Espada, 2ª Classe, 31 de agosto de 1888[13]